# УЕФА Куп региона
УЕФА Куп региона је УЕФА-ино такмичење за аматерске фудбалске клубове у Европи.
Пре њега аматерско такмичење УЕФА-е је било УЕФА куп аматера који је оформљен 1966. али укинут 1978. Услед недостатака такмичења у аматерској конкуренцији УЕФА се 1996. године одлучила за формирање ове лиге. 1999. је прва година у којој се играло ово такмичење.
Најуспешнија земља са својим тимовима је Шпанија.

## Формат
Свака од 53 земаља Европе чланица УЕФА, може укључити свој тим у ову лигу. Услов је да се тај тим кроз домаћа такмичења изборио за статус најбоље екипе у земљи, односно да је шампион своје земље у аматерској конкуренцији. У почетној фази 1999. године учествовале су 32 земље, али с обзиром на повећано интересовање повећао се и број земаља. 2001. године је уведен плеј-оф, док су 2005. године уведене и квалификације. Тако данас имамо класичан формат сличан као код других фудбалских такмичења где се прво играју квалификације, а касније долази групна фаза. Најбоље пласирани по групама се пласирају у плеј-оф. По елиминацијоном системом се такмичење приводи до краја.

## Резултати
- 1999 — домаћин  Италија , финале - Венето: Мадрид (3-2)
- 2001 — домаћин  Чешка , финале - Моравија :  Брага (2-2 на пеналима 4-2)
- 2003 — домаћин  Немачка , финале - Пиједмонт :  Мајине (2-1)
- 2005 — домаћин  Пољска , финале - Баскве кантри :  Софија (1-0)
- 2007 — домаћин  Бугарска , финале - Пољска Војвода :  Југоисточни регион (2-1)
- 2009 — домаћин  Хрватска , финале - Замак и Лав :  Отленија (2-1)
- 2011 — домаћин  Португал , финале -Брага :  Ленстер и Мунстер (2-1)
- 2013 — домаћин  Италија , финале - Венето :  Каталонија (0:0 после пенала 5-4)